# Maison des Arts Solange-Baudoux
La Maison des Arts Solange-Baudoux, construite en 1868 sous le Second Empire, est d'une école d'arts plastiques, de peinture et de sculpture, organisant des expositions dans un grand salon. Elle se situe à Évreux, dans le département de l'Eure en Normandie.

## Historique
Tout d'abord construite en 1868 pour être le musée d'Évreux à l'emplacement d'un quartier d'habitation par Alphonse Chassant, elle ouvre ses portes en 1880. Le musée reste à cet endroit jusqu'en 1958, date à laquelle il déménage dans l'ancien évêché de la cathédrale d'Évreux, la Maison Solange-Baudoux étant devenu trop petite. En 1983, elle devient le siège d'une école d'art contemporain. L'exposition la plus célèbre a lieu en septembre 2022, et est intitulée « Mise en œuvre ». Elle est organisée dans le cadre des Journées européennes du patrimoine ; les élèves de la Maison des Arts présentent leur œuvre aux côtés de grands maîtres contemporains de la peinture et de la sculpture.

## Diffusion de l'art contemporain
La Maison des Arts Solange-Baudoux, du nom de l'adjointe à la culture de Rolland Plaisance, maire d'Évreux de 1983 à 2001, organise des cycles de conférence de vulgarisation de l'art contemporain auprès du grand public.